# Johann Wolfgang Jäger

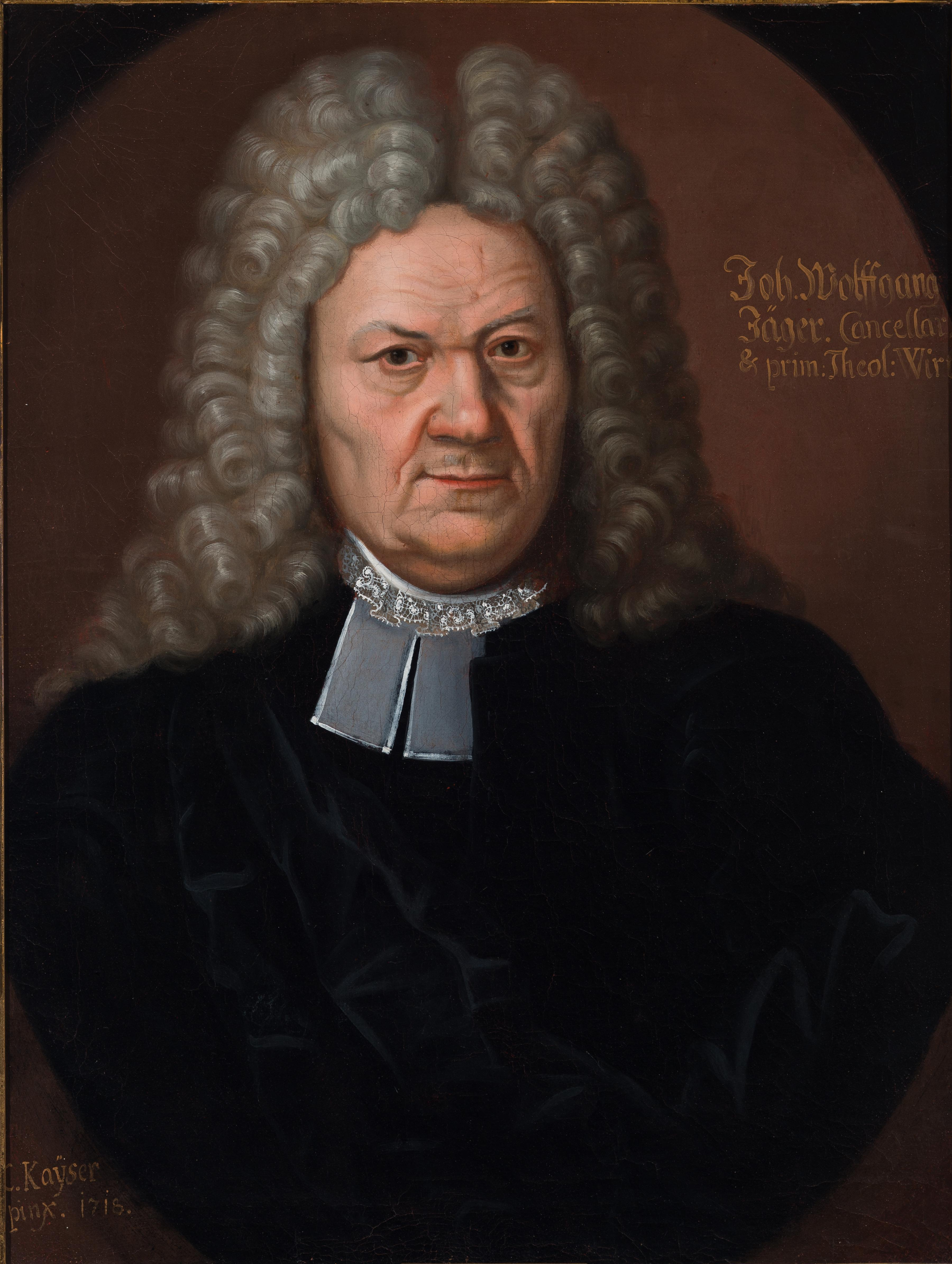
Johann Wolfgang Jäger porträtiert von Johann Christoph Kayßer 1718, Sammlung der Tübinger Professorengalerie

Johann Wolfgang Jäger (* 17. März 1647 in Stuttgart; † 20. April 1720 in Tübingen) war ein deutscher Professor der Evangelischen Theologie und Kanzler der Universität Tübingen.

## Leben und Wirken
Johann Wolfgang Jäger begann bereits im Alter von 16 Jahren ein Hochschulstudium der Philologie, Philosophie und Evangelische Theologie in Tübingen. Er wurde Hauslehrer für den älteren Prinzen Karl Maximilian und 1676 auch für dessen Bruder Georg Friedrich, die Söhne des Herzogs Eberhard III. von Württemberg. 1680 erhielt er die außerordentliche Professur der Geographie und der lateinischen Sprache und 1681 die ordentliche Professur der griechischen Sprache in Tübingen. Er wurde 1684 Lehrer der praktischen Philosophie und Ephorus des theologischen Stiftes. 1698/99 war er kurzzeitig Abt und Generalsuperintendent im Kloster Maulbronn, anschließend Stiftsprediger und Konsistorialrat in Stuttgart.
1702 wurde er zum Kanzler der Universität Tübingen ernannt, wo er Professor der Evangelischen Theologie, Propst der Stiftskirche war, bis er 1709 Abt im Kloster Adelberg und Generalsuperintendent des Landes Württemberg wurde.

## Veröffentlichungen
- Systema theologicum dogmatico-polemicum (1725, 4)
- Compendium Theologiae … pro scholis in Ducatu Wirtembergico
- Hist. eccl. c. parallelismo profanae (1692 sowie 1709 und 1717 erweitert) ex speciali Seren. Würtem. Ducis jussu scripta
- Defensio Imperatoris Josphi contra curiae Romanae bullas (1709)
- De Bened. Spinozae vita et doctrina (Dissertation, 1710)